# Daniel Hammerer
Pour les articles homonymes, voir Hammerer.
Daniel Hammerer (ou Hammer) est un orfèvre actif à Strasbourg au XVIIe siècle.

## Biographie
Fils et père d'orfèvres, il est reçu maître en 1659. Il est l'un des fournisseurs de la maison de Hanau-Lichtenberg.
Un autre Daniel Hammerer (son fils ?) a été orfèvre et échevin de la tribu de l'Échasse de 1698 à 1704.

## Œuvre
Plusieurs réalisations appartiennent aux collections princières de Hesse-Darmstadt. Ses plus belles pièces se trouveraient au musée régional de la Hesse à Darmstadt. 
En France, on connaît de lui un calice en argent doré et sa patène appartenant à l'église Saint-Trophime d'Eschau (Bas-Rhin). Sa base est circulaire, bordée d'un rang de feuilles découpées et ciselée sur fond amati. Elle est suivie d'une zone bombée décorée de têtes d'angelots encadrés d'ailes et d'un écu fascé surchargé d'une bande portant trois coquilles Saint-Jacques. Elle se prolonge par un nœud en balustre portant le même décor, que l'on retrouve également sur la fausse coupe unie, bordée de rinceaux ajourés.
Le calice porte le poinçon du maître et le poinçon de la Ville 13 et fleur de lys, sa patène n'est pas poinçonnée.
Sa réputation lui vaut la présence de quelques pièces dans des ventes aux enchères prestigieuses : tasse à vin à deux anses en argent (vers 1690) ; coupe à boire en argent de forme ovale à bordure échancrée.